# Anthostomaria apogyra
Anthostomaria apogyra är en svampart som först beskrevs av William Nylander och som fick sitt nu gällande namn av Theiss. & Syd. 1918. 
Anthostomaria apogyra ingår i släktet Anthostomaria, divisionen sporsäcksvampar och riket svampar. Inga underarter finns listade i Catalogue of Life.